# Blue Wings
Die Blue Wings AG war eine deutsche Fluggesellschaft mit Sitz in Bocholt und Basis auf dem Flughafen Düsseldorf.

## Geschichte
Blue Wings wurde im Februar 2002 von Jörn Hellwig, Franz-Hermann Enk, MLB Beteiligungen GmbH und Peter Meis gegründet und nahm ihren Flugbetrieb im Juli des folgenden Jahres mit einem einzigen Airbus A320-200 auf. Von Düsseldorf aus wurden verschiedene Ziele in der Türkei angesteuert. Anfänglich sah Blue Wings jedoch ein anderes Konzept vor, nämlich Charter- und Sonderflüge durchzuführen. Mit Zwischenlandung in Russland sollte Westeuropa mit Japan verbunden werden. Das operative Drehkreuz der Blue Wings AG war der Flughafen Düsseldorf, wobei die Fluggesellschaft auch regelmäßig von anderen deutschen Flughäfen wie Karlsruhe/Baden-Baden, Münster/Osnabrück, Stuttgart, Köln/Bonn, München, Dortmund, Nürnberg, Berlin, Bremen, Hannover, Leipzig/Halle, Hamburg oder Frankfurt startete.
Seit der Gründung der Fluggesellschaft gab es eine enge Zusammenarbeit mit dem türkischen Reiseveranstalter Öger Tours. Kurze Zeit später wurde auch die iranische Hauptstadt Teheran im Auftrag der iranischen Fluggesellschaft Mahan Air angesteuert. Für diese Strecke wurde größtenteils der zweite Blue-Wings-Airbus des Typs Airbus A321-100 eingesetzt. Mit dem Erwerb des zweiten Flugzeuges erhöhte sich die Zahl der Mitarbeiter auf ca. 50. Die Inbetriebnahme von zwei weiteren Airbus A320 folgte nur wenige Zeit später, wobei eine Maschine für eigene Zwecke eingesetzt wurde. Der zweite blauweiße Flieger wurde nur wenige Wochen nach der Übernahme an Mahan Air verleast.
Ebenfalls gehörten seit März 2005 drei Airbusse des Typs A330-200 zur Fluggesellschaft, welche die Routen nach Dubai, Colombo und an die indische Südküste bedienen sowie im Einsatz für Mahan Air und Iran Air stehen sollten, jedoch nach der Übernahme von Lufthansa nie eingesetzt wurden. Zum Winterflugplan 2005 wurde lediglich ein Flugzeug eingesetzt, zwei Airbus waren weiterhin an Mahan Air verleast.
Vom 31. März bis 4. Mai 2009 besaß Blue Wings keine Betriebsgenehmigung des Luftfahrt-Bundesamtes und musste den Flugbetrieb in dieser Zeit einstellen, da die Fluggesellschaft keine ausreichende Liquidität nachweisen konnte.
Am 13. Januar 2010 stellte Blue Wings den Flugbetrieb ein, nachdem das Luftfahrt-Bundesamt die Betriebsgenehmigung aufgrund „fehlender Nachweise über die wirtschaftliche Leistungsfähigkeit“ neuerlich widerrufen hatte. Am 10. Februar 2010 wurde Insolvenzantrag eingereicht. Als Grund nannte die Fluggesellschaft wirtschaftliche Probleme und die angespannte gesamtwirtschaftliche Lage in der Luftfahrt. Von der Schließung waren rund 250 Mitarbeiter betroffen. Anfang März 2010 löste Hans-Joachim Loell den bisherigen Vorstandschefs Jörn Hellwig ab.

## Unternehmen
Die Besitzverhältnisse der Blue Wings gestalteten sich wie folgt:
- 48 Prozent – Alpstream AG, Zürich, eine Tochtergesellschaft der National Reserve Corporation des russischen Unternehmers Alexander Lebedew[4]
- 26 Prozent – NIL (Nondwell Investment Limited), Zypern
- 26 Prozent – Jörn Hellwig (Mitgründer und Vorstandsvorsitzender)

Neben Öger Tours und Air Berlin, zählten zu den weiteren Partnern der Blue Wings AG Lufthansa Technik (Wartung) und LSG Sky Chefs (Catering). Zudem war die Blue Wings AG Mitglied in der German Business Aviation Association, einer Interessengemeinschaft des Werkflugverkehrs und des nichtplanmäßigen, gewerblichen Flugverkehrs. Blue Wings war außerdem der Trikotsponsor des MFK Dynamo Moskau.

## Flotte
Bis zur Einstellung des Flugbetriebs im Januar 2010 bestand die Flotte der Blue Wings aus sieben Flugzeugen mit einem Durchschnittsalter von 8,4 Jahren:
- 07 Airbus A320-200 (Luftfahrzeugkennzeichen D-ANNB, D-ANNC, D-ANND, D-ANNE, D-ANNF, D-ANNG und D-ANNJ)
- 04 Airbus A321-200 (Luftfahrzeugkennzeichen D-ANJA, D-ANJB, D-ANJC und D-ANJD)

Bestellungen
- 20 Airbus A320-200